# インタースペースブラシ

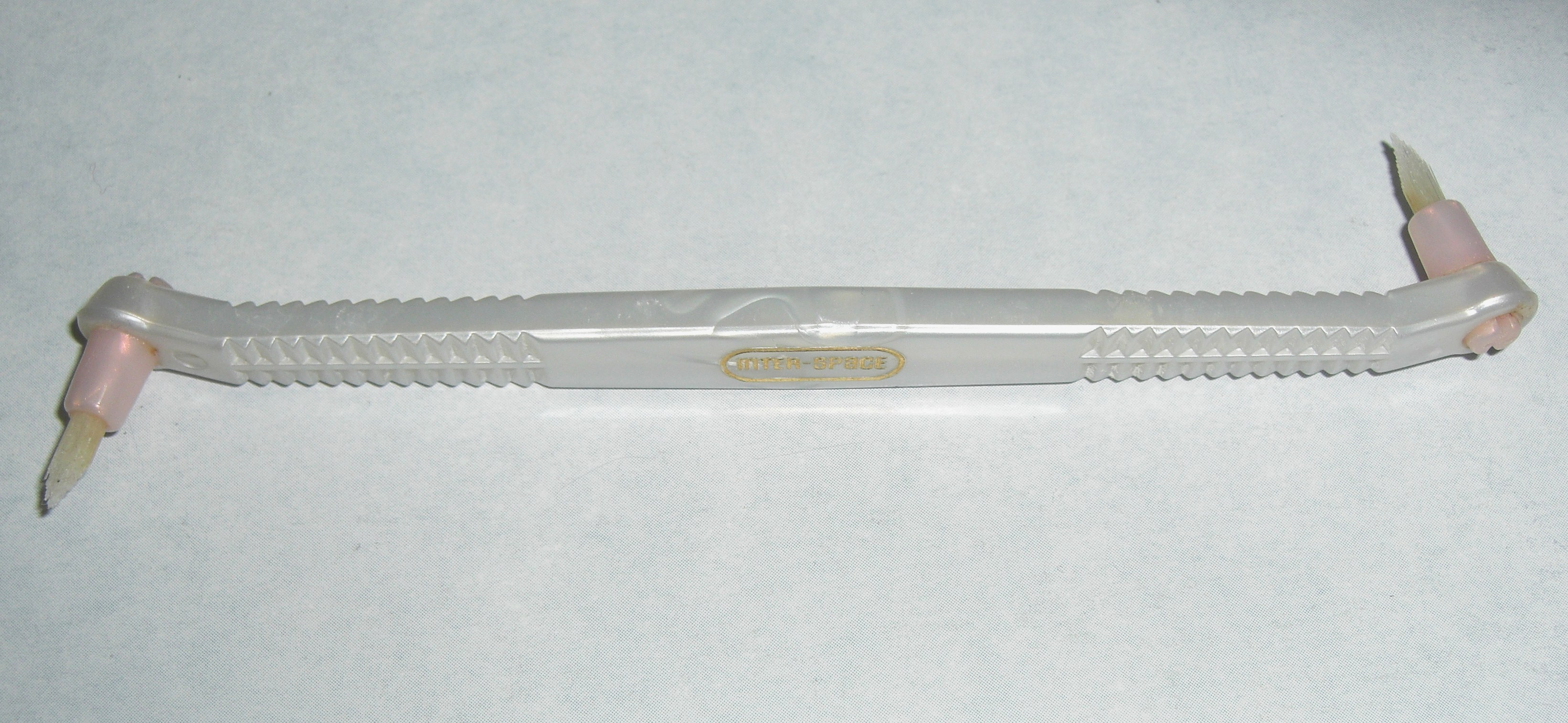
インタースペースブラシ

インタースペースブラシは歯間部と歯周ポケット部を清掃する専用の道具である。通常の歯ブラシでは届かない隣接面、隅角部を磨くのに適し、また孤立歯、梃出歯、叢生部を効果的に磨ける。ブラッシングがしにくい矯正治療中に矯正装置の周囲を磨くのにも用いられる

## 使用法
インタースペースブラシをペングリップで持ち、磨こうとする歯間部、叢生部に挿し込み円を描くように動かす。
すべての歯の清掃用具に共通する事柄であるが、歯間乳頭部はとてもデリケートで退縮しやすい場所であることを理解し、無理をせず傷をつけないように丁寧に清掃を行うことが大切である。